# Century Manufacturing Company (Missouri)

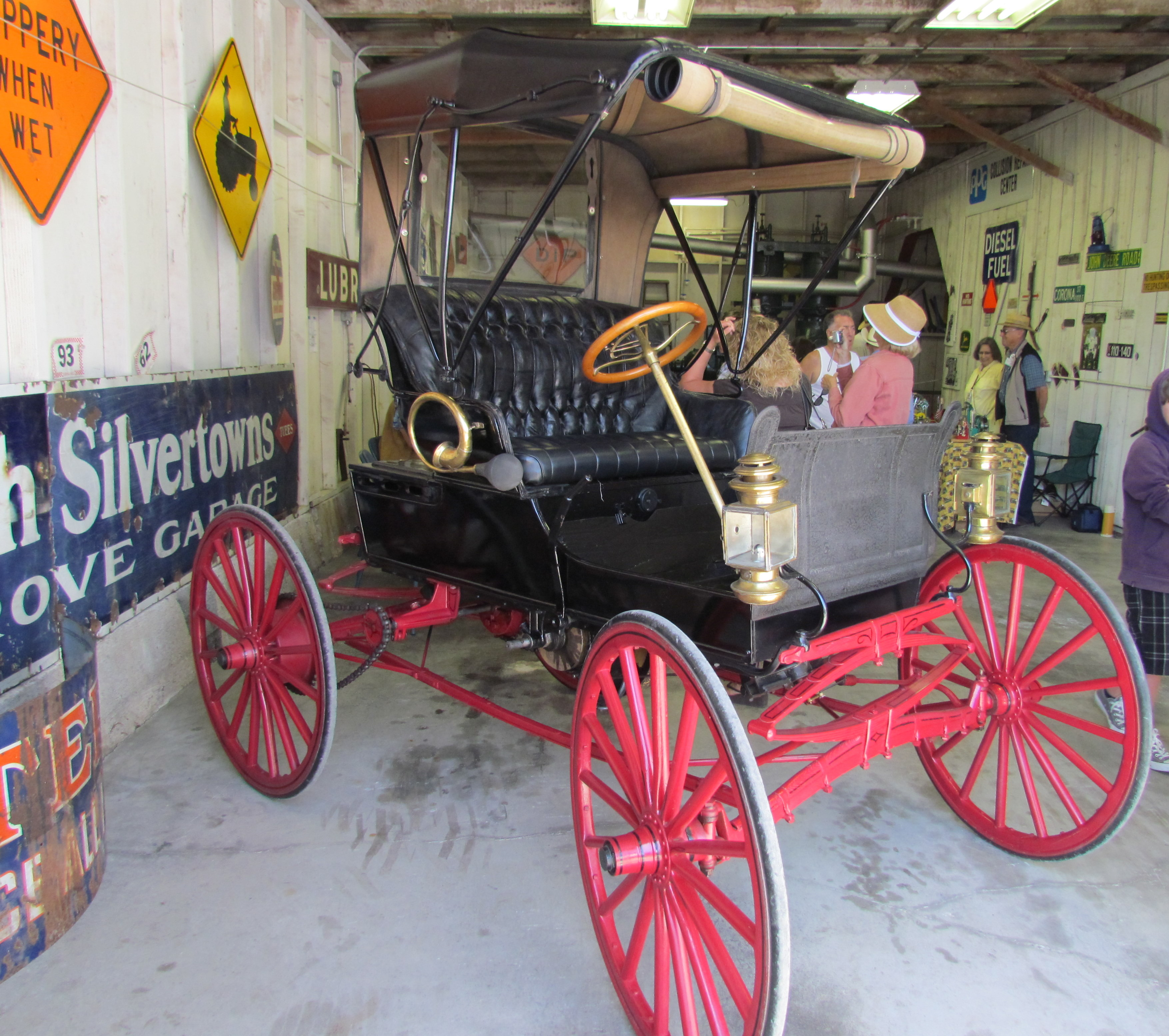
Ein Fahrzeug der Winner Manufacturing Company, auf 1903 datiert

Century Manufacturing Company war ein US-amerikanischer Hersteller von Automobilen aus Missouri.

## Unternehmensgeschichte
Das Unternehmen hatte den Sitz in St. Louis. In einer Anzeige wird allerdings das benachbarte East St. Louis genannt. Es bot im letzten Viertel des 19. Jahrhunderts verschiedene Dinge an. Dazu gehörten Klaviere, Orgeln, Nähmaschinen und Kutschen. Ob Century diese Dinge selber herstellte, ist unklar.
Im späten Frühling 1901 begann die Produktion von Automobilen. Der Markenname lautete Century. Ein Feuer zwei Monate später verursachte einen Schaden in Höhe von 7500 US-Dollar. Daraufhin endete die Produktion dieser Fahrzeuge.
Das Unternehmen hat danach offensichtlich weiter existiert. Im April 1913 gab es eine Gerichtsverhandlung. W. B. Hamilton war der Kläger. Genannt werden die Personen Alfred N. Schulein, Solomon Schulein und J. J. Connors. Demnach gab es eine Verbindung zur Winner Manufacturing Company aus St. Louis bzw. East St. Louis. Winner hatte einen Motorbuggy an Hamilton geliefert, mit dem er nicht zufrieden war. Das Gericht fällte das Urteil zugunsten des Klägers. Neben Kraftfahrzeugen stellte Winner auch Sägen her.
Es gab keine Verbindungen zur Century Motor Vehicle Company und zur Century Manufacturing Company aus Michigan, die den gleichen Markennamen verwendeten.